# Mobiel (boek)
Mobiel (Engels: Cell) is een boek uit 2006 van de Amerikaanse schrijver Stephen King. Het boek gaat over een mysterieuze "puls" die gebruikers van mobiele telefoons verandert in gewelddadige zombies. Terwijl de samenleving ineenstort probeert de hoofdpersoon zijn zoon te vinden.

## Het verhaal
Op 1 oktober, de dag van de Puls, meent striptekenaar Clayton Riddell dat het hem meezit in het leven. Na jaren ploeteren blijkt eindelijk een uitgever in Boston geïnteresseerd in zijn verhalen. Maar dan vindt de Puls plaats.
Iedereen die een mobiele telefoon gebruikt wordt ineens gewelddadig. Een man bijt het oor van een hond af, een tienermeisje bijt de keel van een vrouw door en mensen gaan spontaan met elkaar op de vuist. De mensen die hiervoor gespaard zijn gebleven, "normies", moeten zich verdedigen tegen de foners, en ook tegen elkaar, want met het wegvallen van de maatschappij breekt anarchie uit.
Clay trekt samen met Tom, een parmantig mannetje van zijn leeftijd, en Alice, een tienermeisje, naar het noorden, weg uit Boston. Het blijkt dat degenen die door de Puls zijn beïnvloed ("foners") 's nachts verdwijnen, zodat de "normies" 's nachts kunnen reizen. Na een korte stop bij Toms huis trekken de drie verder. Clay wil terug naar zijn vrouw en vooral zijn zoon, terwijl Tom en Alice naar het noorden willen trekken om aan de foners te ontkomen.
De volgende dagen lijken de foners minder gewelddadig en trekken gezamenlijk als een kudde met elkaar op. Wel wordt nog steeds iedere normie die ze te pakken krijgen vermoord, maar laten ze normies die binnenshuis blijven met rust. Ook verschijnt er overal graffiti met de tekst "Kashwak=no-fo". Hiermee wordt aangegeven dat in het indianenreservaat Kashwak in het noorden geen mobiel bereik is en dat de normies daar veilig zijn voor foners. Veel normies trekken daarom naar Kashwak.
In het stadje Gaiten ontmoeten ze Charles Aiden, het Hoofd van een kostschool, en zijn enig overgebleven leerling Jordan, een zeer intelligente jongen van 12. Aiden legt uit dat de foners een soort collectief bewustzijn vormen, en zich groeperen in zwermen van misschien wel duizend. 's Nachts moeten de foners rusten, en dit doen ze door dicht bij elkaar met ogen open te liggen, omringd door spelende gettoblasters. Overdag trekt de zwerm eropuit om voedsel te vinden, maar 's nachts zijn ze weerloos. Zelfs wanneer het Hoofd een rustende foner met een stok op een ontstoken wond prikt volgt geen reactie. Men besluit hier gebruik van te maken om de zwerm uit te schakelen voor deze hen uitschakelt. De groep rijdt twee tankwagens gevuld met propaan het veld op en laat deze 's nachts te midden van de foners ontploffen.
De volgende nacht krijgt de groep nachtmerries dat de foners hen in het Latijn brandmerken als "gestoord" en foners en normies bevelen hen niet aan te raken. De dag daarop nemen de foners wraak op alle normies in de omgeving en beveelt hun spreeksman, de "Rafelman", hen telepathisch hier weg te gaan. Verder dwingt de zwerm het Hoofd telepathisch tot zelfmoord. Later wordt Alice vermoord door normies, die hiervoor door de foners gestraft worden. Niet uit sympathie met de groep, maar omdat ze "onaanraakbaren" hadden aangeraakt.
De foners blijken zowel telepathie als telekinese te hebben ontwikkeld en zijn machtiger dan ooit. Ook laten ze hun zwermen nu 's nachts bewaken door gewapende normies zodat "zwermdoders" geen kans meer maken. De overgebleven normies worden naar Kashwak gedreven, en aan de rand van het bereik alsnog aan de Puls blootgesteld. Deze Puls is hoogstwaarschijnlijk een computergestuurd programma dat via een computer op batterijen nog steeds in de lucht is. De zendmasten voor mobiele telefonie werken namelijk ook op een onafhankelijke energiebron, dus de Puls blijft in de lucht. In Kashwak worden alle normies (waaronder Clays zoon) via telefoons aan de Puls blootgesteld om in foners te worden veranderd, waarmee de foners hun geslonken aantallen aanvullen.
Clay, Jordan en Tom ontmoeten Dan, Ray en Denise, eveneens zwermdoders die eveneens tot onaanraakbaren zijn verklaard. De groep wordt telepathisch door de foners gedwongen naar Kashwak te gaan, maar Ray weet in een onbewaakt ogenblik de bus waarin de groep zich verplaatst met explosieven te saboteren. Hij zet het dynamiet op scherp met een ontsteker verbonden aan een mobiele telefoon. Als iemand die telefoon belt, gaat de bom af. Ray geeft het nummer op een briefje aan Clay en pleegt zelfmoord om te voorkomen dat de foners telepathisch achter het plan komen.
In Kashwak worden de overgebleven vijf gevangengezet in een evenementenhal, waarschijnlijk om later symbolisch geëxecuteerd te worden. Jordan is echter klein genoeg om zich 's nachts door een raam naar buiten te wringen. Hij rijdt de gesaboteerde bus in de slapende zwerm. Aangezien het evenemententerrein toch bereik heeft, weet Clay het nummer te bellen en de bus hiermee tot ontploffing te brengen. Het grootste deel van de zwerm komt om en zowel de telepathie als het collectief bewustzijn is gebroken. Clay neemt afscheid van de groep, die naar Canada wil trekken om daar de winter uit te zitten in de hoop dat alle foners doodvriezen. clay wil echter zijn zoon vinden.
Uiteindelijk vindt hij een magere ondervoede jonge foner, die hem toch lijkt te herkennen. Clay hoopt hem te kunnen genezen door hem nogmaals aan de Puls bloot te stellen. In het eind van het verhaal houdt hij een mobiele telefoon aan het oor van zijn zoon...